# 冬季港口 (佛罗里达州)
冬季港口（英語：Winter Haven）是美国佛罗里达州波爾克縣下属的一座城市。建立于1923年。面积约为65.8平方公里（约合25.4平方英里）。根据2020年美國人口普查，该市有人口49,219人。论人口在本州排行第77。佛罗里达乐高乐园位于此地。

## 交通
冬季港口吉尔伯特机场和杰克·布朗斯水上飞机基地（Jack Browns Seaplane Base）位于此地，可以提供航空运输。铁路也有冬季港口站。